# Международен конкурс за карикатура на Холокоста
Международният конкурс за карикатура на Холокоста е обявен от иранския вестник Hamshahri през февруари 2006 г. в отговор на т.нар. карикатурен скандал от публикацията в датския вестник Jyllands-Posten, който излага карикатури на пророка Мохамед през септември 2005 г., предизвиквайки международен скандал, междурелигиозно напрежение.